# Man Next Door
«Man Next Door», también conocida como "Quiet Place"/"I've Got to Get Away", es una canción originalmente compuesta e interpretada por John Holt con su grupo The Paragons en 1967. 
La canción ha sido versionada por numerosos artistas reggae, entre ellos Dennis Brown y Horace Andy, quien también interpretó una versión electrónica del tema para el álbum Mezzanine del grupo Massive Attack. La canción fue publicada como un sencillo por The Slits en 1980, momento en el que alcanzó el número 5 de la lista de éxitos inglesa UK Indie Chart, manteniéndose en esa lista durante 13 semanas. La versión de Holt también sirvió de base para la versión rap llevada a capo por L.E.G.A.C.Y. Por otro lado, la versión de Horace Andy "Quiet Place" fue utilizada para las versiones de deejay tanto de Dr Alimantado ("Poison Flour" y "I Shall Fear No Evil") como de I-Roy ("Noisy Place"). U-Roy también grabó una versión deejay de la canción con "Peace and Love in the Ghetto".